# Donwell Abbey

Paysage bucolique du Surrey : vue d'Epsom, par John Constable (vers 1808).

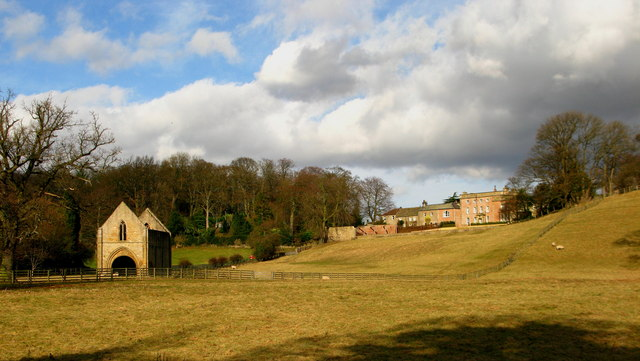
« les bâtiments se déployaient d’une manière irrégulière sur un très grand espace », comme à Easby House.

Donwell Abbey est le domaine ancestral de Mr Knightley, protagoniste masculin d'Emma, quatrième roman édité de Jane Austen, paru fin 1815. Ce domaine imaginaire est situé dans le Surrey, à environ un mile au sud de Hartfield, la demeure de l'héroïne, Emma Woodhouse, et de la bourgade (fictive) de Highbury. La ville la plus proche est Kingston, à l'époque un gros bourg en amont de Londres sur la rive droite de la Tamise, et Londres n'est qu'à 16 miles, facilement accessible dans la journée.
Comme son nom l'indique, c'est une de ces anciennes abbayes confisquées et vendues  par Henry VIII. À l'instar de Pemberley, la splendide propriété de Mr Darcy, mais à un niveau moins prestigieux, c'est aussi un espace symbolique. Ce très ancien domaine porte d'ailleurs un nom qui suggère sa valeur : il a « bien agi » (done well), atteignant une sorte de perfection matérielle et spirituelle. Il est le parfait reflet du statut, de l'honnêteté, de la prospérité de son propriétaire, George Knightley, qui non seulement porte le nom du saint patron de l'Angleterre mais a toujours un comportement de gentleman, digne de son patronyme « chevaleresque »(knightly).

## Présentation
Donwell Abbey est cité pour la première fois dans Emma au début du chapitre 3, comme « le domaine de Mr Knightley, appartenant à la paroisse voisine ». C'est une vaste propriété (estate) dont dépendent les deux paroisses de Donwell et de Highbury, sauf « la sorte d'encoche » que forment les modestes terres qui entourent la demeure des Woodhouse, Hartfield (« The landed property of Hartfield [was] but a sort of notch in the Donwell Abbey estate, to which all the rest of Highbury belonged »).
Ce grand domaine est situé à environ un mile de la partie sud du  « gros et populeux village » de Highbury.
Donwell Abbey est un lieu à forte charge spirituelle. Comme son nom l'indique, c'est une ancienne abbaye, un de ces biens ecclésiastiques confisqués et vendus par Henry VIII, ce qui suggère l'ancienneté de la famille Knightley, qui la possède vraisemblablement depuis le milieu du XVIe siècle.
Elle porte en outre un nom qui symbolise sa valeur : elle a « bien agi » (done well), atteignant ainsi une sorte de perfection morale et matérielle. Gérée avec mesure par un propriétaire humaniste, elle est florissante : les vergers sont en fleurs, les champs respirent la prospérité et les vieux arbres ombragent les allées. La maison, comme le pense Emma Wodhouse, « était exactement ce qu'elle devait être, et paraissait ce qu'elle était ».
Deux fermes sont situées sur le domaine. Celle qu'exploite Robert Martin, un franc-tenancier, qui, malgré son jeune âge, gère une prospère ferme d'élevage (Abbey Mill farm), construite à l'abri d'un haut talus boisé, au milieu de prés dans un large méandre de la rivière (« At the bottom of [a] bank, favourably placed and sheltered […] with meadows in front, and the river making a close and handsome curve around it »). L'autre ferme, la ferme familiale, est directement administrée par Mr Knightley, qui rend régulièrement compte à son frère cadet John, le mari d'Isabella (sœur aînée d'Emma Woodhouse), des productions de froment, de navets, des blés de printemps. On apprend, dans la description du tome III, qu'existent toujours les anciens viviers de l'abbaye, qu'on y pratique l'élevage (vaches, moutons) et la culture de plantes fourragères (du trèfle). William Larkins en est l'intendant bougon et respecté, Mrs Hodges en est la femme de charge (housekeeper).

## Description

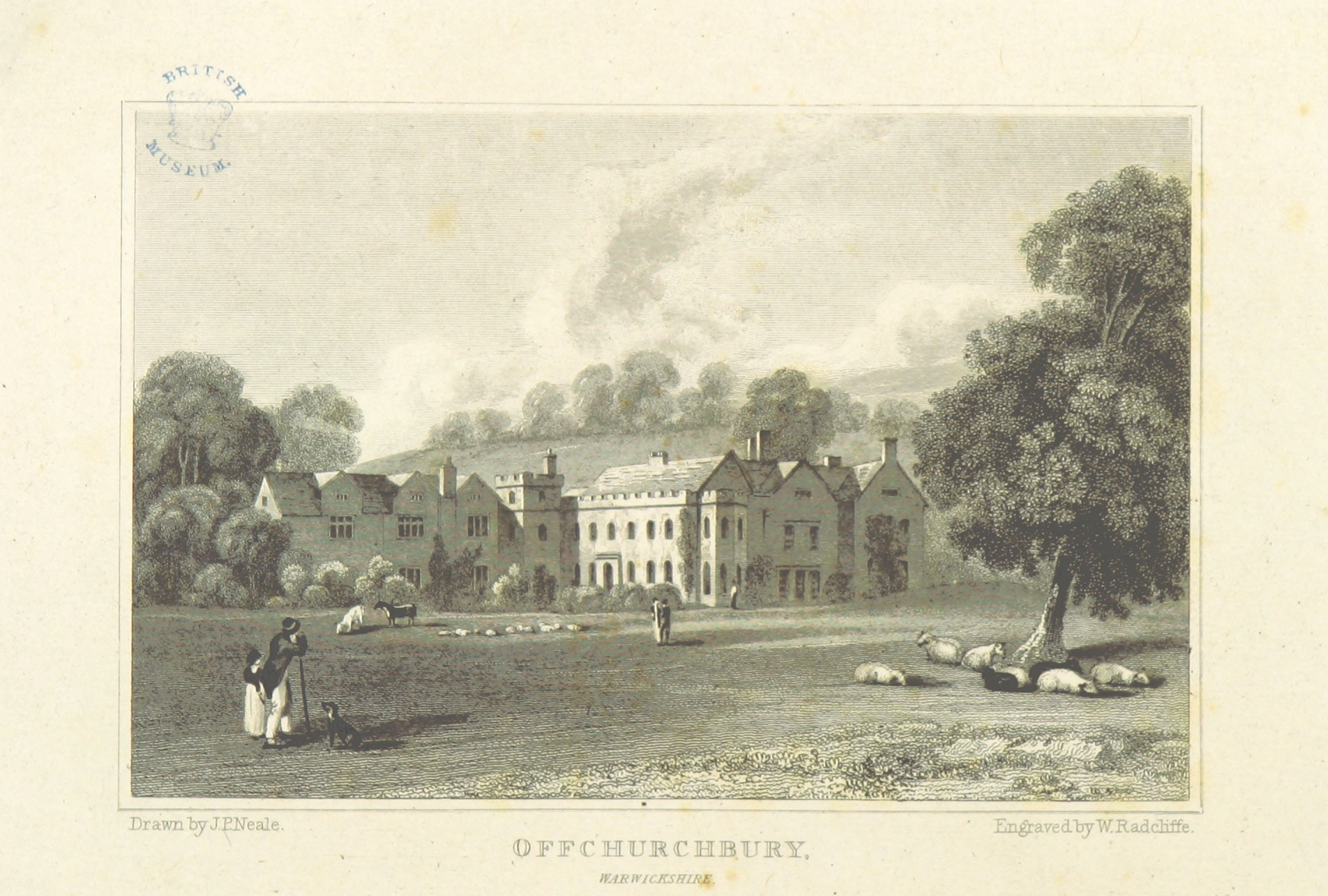
Offchurbury, dans le Warwickshire, par John Preston Neale (1818), demeure ancestrale de la famille Knightley.

### Un modèle possible
Il existait une authentique famille Knightley, dont la propriété, Offchurchbury, dans le Warwickshire, avait été octroyée au chevalier Sir Edmund Knightley par Henry VIII. Les bâtiments les plus anciens, dépendances du puissant prieuré de Coventry, datent du XIe siècle. À l'époque où Jane Austen  écrit son roman, Offchurchbury est habité par la veuve de Wightwick Knightley, mort en 1814, à 49 ans.

### Les bâtiments
Le lecteur découvre les lieux tardivement (tome III, chapitre VI), seulement lorsque Emma a l'occasion de s'y rendre, un radieux jour de juin « à l'approche de la Saint-Jean », et à travers ses yeux et ses réflexions. Ayant imprudemment proposé à Mrs Elton, la femme du pasteur, de venir goûter ses fraises, et la dame s'étant empressée d'accepter « avec ravissement », Mr Knightley décide d'organiser une réunion amicale, où il compte inviter ses amis les plus intimes : Mr Woodhouse (qui n'est pas venu à Donwell depuis deux ans), Emma et son amie Harriet, les Weston, Miss Bates et sa nièce Jane Fairfax. Emma, une fois assurée que son père est confortablement installé, est « heureuse de le quitter pour regarder autour d'elle », car « il y a si longtemps qu'elle n'est pas venue » qu'elle ressent le besoin de se « rafraichir la mémoire et corriger ses souvenirs ».
« She felt all the honest pride and complacency which her alliance with the present and future proprietor could fairly warrant, as she viewed the respectable size and style of the building, its suitable, becoming, characteristic situation, low and sheltered; its ample gardens stretching down to meadows washed by a stream, of which the Abbey, with all the old neglect of prospect, had scarcely a sight -- and its abundance of timber in rows and avenues, which neither fashion nor extravagance had rooted up. The house was larger than Hartfield, and totally unlike it, covering a good deal of ground, rambling and irregular, with many comfortable and one or two handsome rooms. It was just what it ought to be, and it looked what it was; and Emma felt an increasing respect for it, as the residence of a family of such true gentility, untainted in blood and understanding. »
« Elle ressentit l’honnête fierté et le plaisir que devait produire et garantir son alliance avec les propriétaires présent et futur, tandis qu'elle observait le style et la taille dignes de respect de la construction, sa bonne situation, convenable et intéressante, bien abritée en bas d'une pente ; ses vastes jardins qui s’étendaient jusqu’à des prairies arrosées par un ruisseau à peine visible depuis l’abbaye, à cause du manque d'intérêt de jadis pour les perspectives… et l'abondance de ses futaies, formant des allées et des avenues que ni la mode ni la prodigalité n'avaient fait abattre. La maison était plus considérable que Hartfield, et complètement différente, se déployant au hasard et d’une manière irrégulière sur un très grand espace, avec de nombreuses pièces commodes, et une ou deux très belles. Elle était exactement ce qu'elle devait être, et paraissait ce qu'elle était. Emma éprouva pour elle un respect grandissant ; c'était la résidence d’une famille particulièrement bien née, dont rien n'avait altéré le sang ni le jugement. »
La description, après cette vue d'ensemble, est ensuite intégrée au récit en fonction des déplacements d'Emma dans les jardins, le parc et la maison.

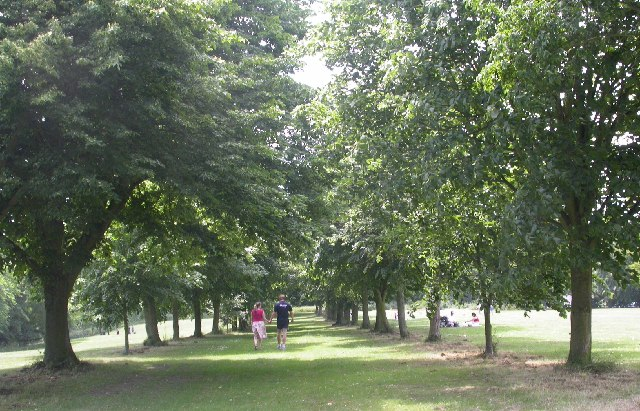
Une belle rangée d'arbres à Farnham Park, comme dans les « allées et avenues » de Donwell Abbey.

La vision de cet espace est caractérisée en premier lieu par les adjectifs honest et respectable, au sens autant concret que abstrait. Donwell est « digne de respect » au plan esthétique comme au niveau éthique. Les bâtiments se déploient « au hasard et d’une manière irrégulière sur un très grand espace » : ici, pas de volonté architecturale de modernisation. Comme Delaford, la « belle vieille demeure avec tout le confort et l'agrément possible » du colonel Brandon, Donwell Abbey n'est pas dénaturée par des « améliorations » (improvements) coûteuses, juste bonnes à satisfaire la vanité du propriétaire. Comme à Pemberley, cohabitent harmonieusement des tendances contraires soulignées par deux notions opposées : sheltered (« bien abrité ») et ample/stretching (« vaste/s'étendant »), images de la retenue et la discrétion personnelles de Mr Knightley, et de l'importance de son rayonnement.
Pas de sacrifices non plus aux caprices de la mode, comme à Norland, où ont été abattus des noyers vénérables pour installer une serre, car pour Jane Austen les arbres sont symboles du lien entre le passé et le présent.
Comme dans d'autres romans, la présence de « futaie en rangs et bordant les allées » (timber in rows and avenues) est un signe de valeur. Ici, il s'agit autant de plantations pour l'exploitation forestière (timber in rows) que d'agrément ([timber] in avenues). C'est une richesse matérielle, car les bois de haute futaie (timber) ont une importance économique (pour la construction navale en particulier), mais aussi une valeur morale, car, en tant que symboles des racines de la gentry, leur haute taille souligne l'ancienneté et la noblesse de la famille Knightley, « a family of such true gentility ».

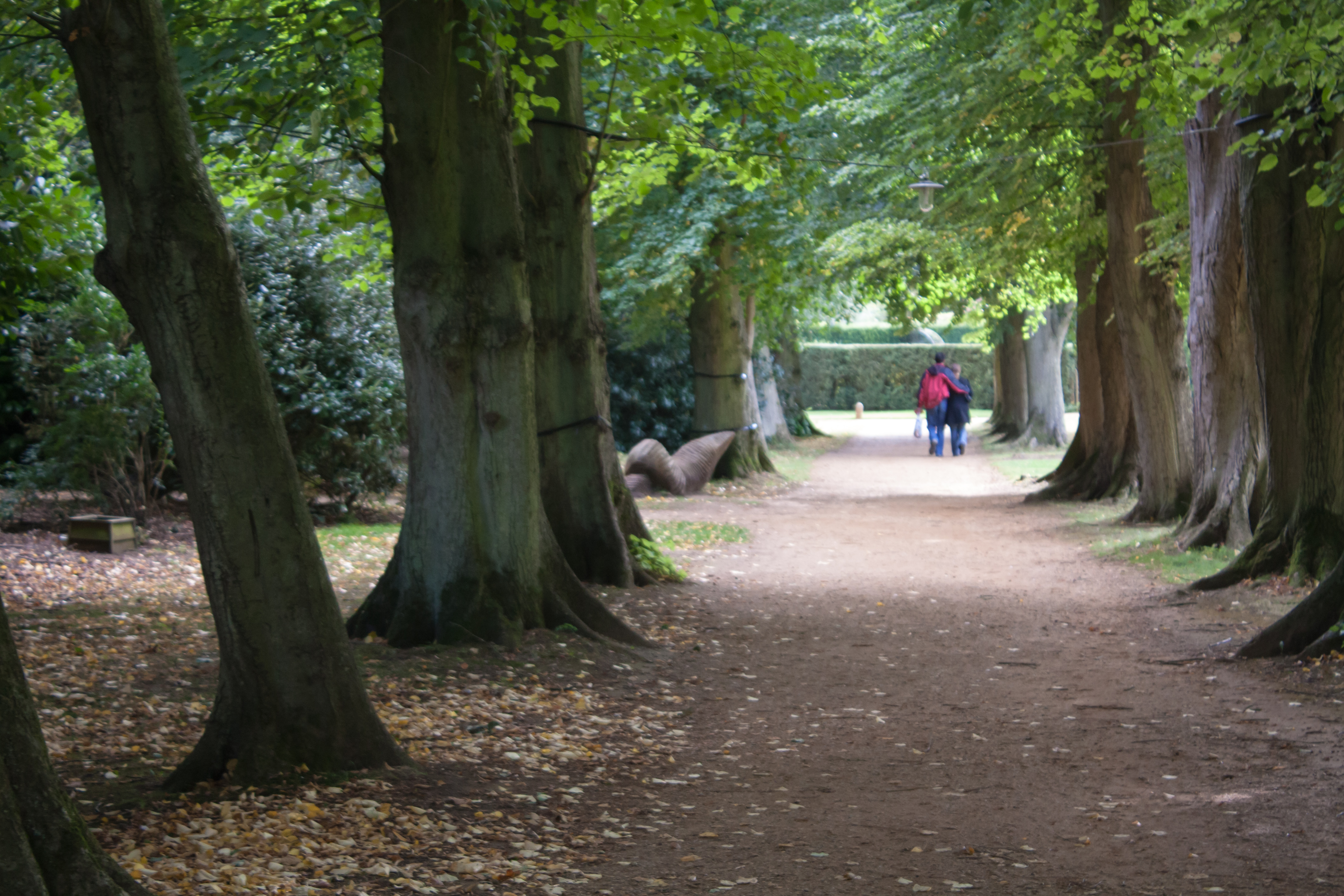
Une large avenue de tilleuls, à The Vyne, dans le Hampshire.

Les bâtiments, vestiges d'époques troublées, n'ont pas été bâtis bien en vue sur une éminence, comme on le fait au XVIIIe siècle, mais dans un emplacement confortable, à l'abri de la vue et des vents, et on n'en a pas particulièrement soigné l'approche : dans les jardins, la « large et courte avenue bordée de tilleuls » ne mène pas à l'entrée principale, mais jusqu'à un muret surmonté de piliers, qui marque la fin du parc d'agrément ; cette « promenade charmante » ne conduit « nulle part, sinon à un point de vue tout à fait ravissant », agréable à l'œil et à l'esprit : « […] a broad short avenue of limes […] It led to nothing; nothing but a view […] it was in itself a charming walk, and the view which closed it extremely pretty »,.
Ce point de vue dévoile en contrebas, au-delà d'un talus boisé et escarpé, la ferme opulente des Martin, « ses gras pâturages, ses troupeaux éparpillés, ses vergers en fleurs et une colonne de fumée légère s'élevant dans le ciel » (its rich pastures, spreading flocks, orchard in blossom, and light column of smoke ascending). La coloration bucolique de cette brève description évoque le ton de l'églogue. En outre, le fait qu'Abbey's Mill Farm soit si visible dans le paysage implique qu'elle fait partie intégrante du domaine et contribue à sa prospérité.

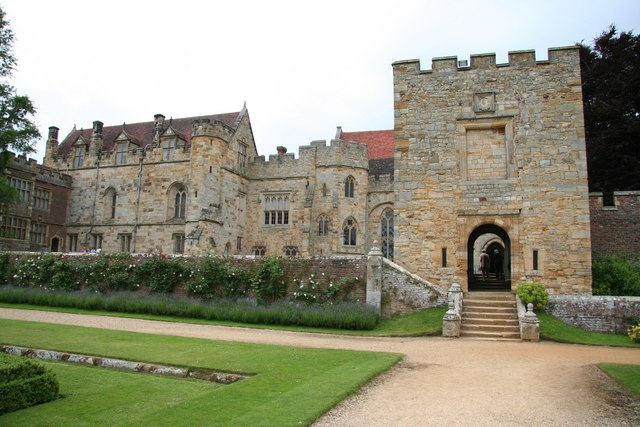
manoir de Penshurst, façade sud (1341).

Cette description a des allures de panégyrique et fait écho au poème de Ben Jonson To Penshurst, : tout y symbolise la pérennité et la fécondité d'un lieu idéal, à l'abri des changements, tout l'opposé de Northanger Abbey au confort « moderne » ostentatoire et impersonnel.
L'intérieur en revanche, comme toujours chez Jane Austen, ne bénéficie que d'une description sommaire : « de nombreuses pièces commodes, et une ou deux très belles ». Elle précise juste, au chapitre VI du tome III, que Mr Woodhouse est installé dans la pièce la plus confortable où quantité d'objets accumulés au fil des générations dans des cabinets de curiosités, ont été sortis pour le distraire : « des livres de gravures, des tiroirs pleins de médailles, de camées, de coraux, de coquillages et toutes sortes d'autres collections familiales » (« Books of engravings, drawers of medals, cameos, corals, shells, and every other family collection within his cabinets »).

## Valeurs de Donwell

### Valeur matérielle et morale
Jane Austen oppose les landlords dont la famille possède et gère le domaine depuis des générations, dont Mr Darcy et Mr Knightley sont les archétypes, aux nouveaux propriétaires à l'ostentation vaniteuse qui, malgré de confortables revenus, ne se reconnaissent aucune obligation, ni envers leur parenté, ni envers leurs voisins, comme le général Tilney, propriétaire de Northanger Abbey qui dépense des sommes folles à embellir ses domaines et a un rapport dévoyé au patrimoine et une approche utilitariste de l'agriculture, ou celui de Norland, John Dashwood, qui, au mépris de la tradition et de l'harmonie naturelle du domaine, a fait abattre les noyers vénérables pour faire place à un jardin ornemental et une serre et ne songe qu'à l'agrandir en profitant des lois sur les enclosures pour racheter les terres de ses voisins.

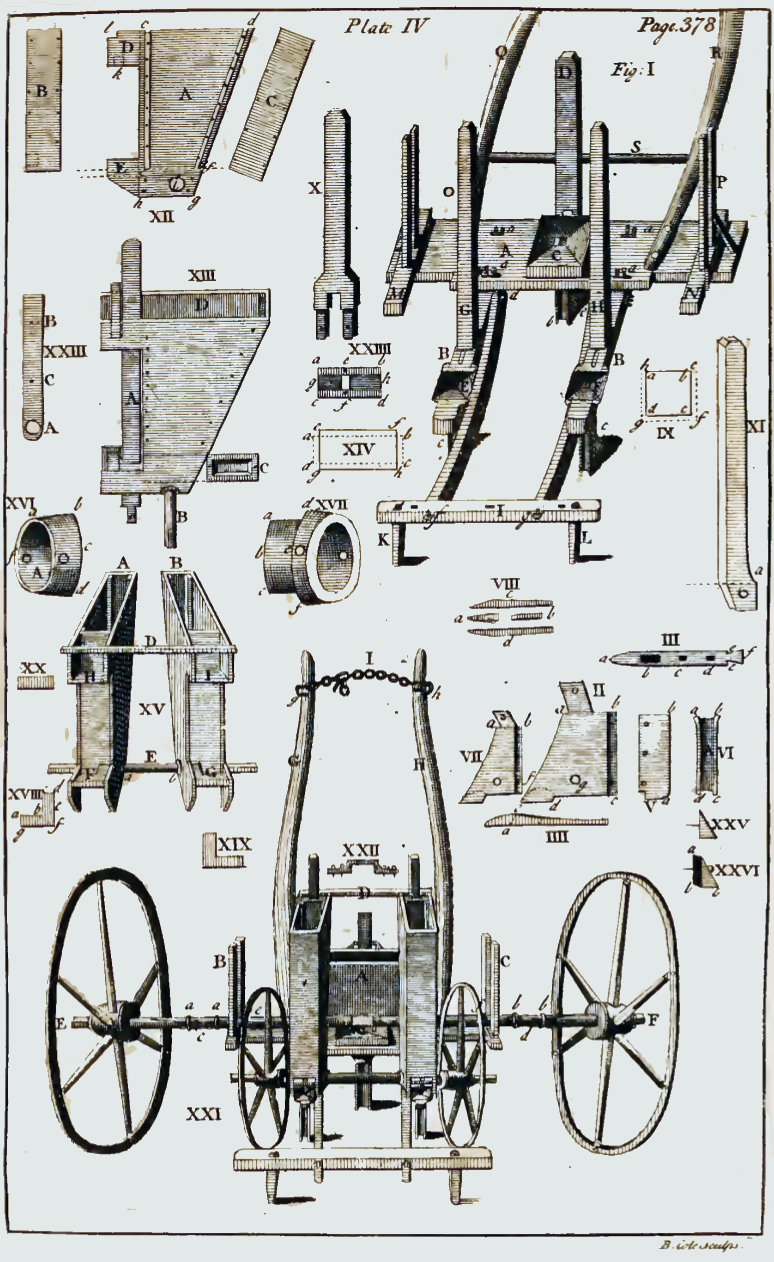
Plan de la semeuse mécanique à traction chevaline inventé par Jethro Tull.

Mr Knightley, en revanche, n'a aucun goût pour l'ostentation. Il n'a fait aucun de ces embellissements à la mode qui coûtent fort cher (neither fashion nor extravagance), préférant faire fructifier son patrimoine foncier, qu'il exploite en bon gestionnaire, équilibrant dépenses et bénéfices. D'ailleurs, le domaine est surtout présenté sous l'angle économique : Mr Knightley possède bien une voiture, mais ne l'utilise qu'occasionnellement, pour rendre service et il n'entretient pas d'attelage dispendieux, se contentant de faire ses déplacements à pied ou, s'il va à Londres, à cheval.
Alors que le général Tilney remarque qu'un cottage gâche la perspective qu'on a depuis le salon chez son fils, ou que Henry Crawford suggère de détruire la grange et masquer la forge qui dénaturent la vue du presbytère de Thornton Lacey, à Donwell Abbey l'esthétisme stérile n'a pas cours : la ferme de Robert Martin est à sa place dans le « point de vue tout à fait ravissant » et Mr Knightley lui-même se comporte autant en gentleman qu'en fermier avisé. Ainsi, il souhaite rectifier le tracé du chemin de Langham pour éviter qu'il coupe ses prairies, mais ne le fera qu'à condition de ne causer aucune gène aux habitants de Highbury.
Il s'intéresse de près aux nouvelles méthodes d'agriculture. On le voit discuter avec son frère de drainage et de clôture, de semailles et de prévisions de récoltes ; s'absenter pour affaires ou tenir ses comptes ; Emma, dans l'avant dernier chapitre, fait allusion aux conversations qu'il peut avoir avec Robert Martin, concernant leurs affaires, des foires au bétail, de nouvelles semeuses (business, shows of cattle, or new drills).
Donwell Abbey est réputée pour ses plantations de fraises et ses pommeraies. Ce microcosme fonctionne comme une microéconomie bien gérée : les produits du domaine sont vendus avantageusement, à la grande satisfaction de « William Larkins qui pense plus que tout au profit de son maître », mais Mr Knightley a envers ses voisins un comportement qui fait honneur à son patronyme chevaleresque et à l'origine religieuse de sa propriété : il pratique une charité discrète, en particulier à l'égard de la famille de Miss Bates, lui faisant livrer chaque automne un sac de pommes et n'hésitant pas à donner, pour la fragile Jane Fairfax, les dernières de sa meilleure variété, au grand dam de Mrs Hodges, son intendante.

### Valeur symbolique et spirituelle

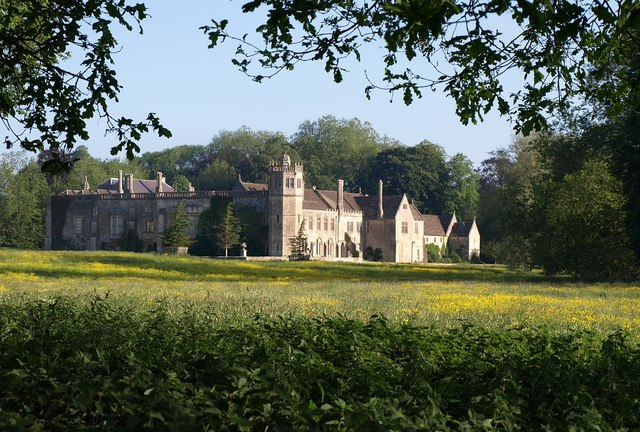
It was just what it ought to be, and it looked what it was (Lacock Abbey)

Donwell Abbey est fertile et féconde, offrant nourriture matérielle et spirituelle à la communauté qu'elle dessert, ce que souline la présence, fin juin, de vergers en fleurs et les fraises mûres en même temps. À une époque où l'industrialisation n'a pas encore pris la première place dans l'économie du pays, qui reste encore largement un monde agricole, elle incarne la vision idéalisée qu'en a Jane Austen et qu'Emma Woodhouse résume dans une formule lapidaire : English verdure, English culture, English comfort, qui conclut la description de Donwell Abbey.
C'est Emma aussi qui souligne la perfection du lieu : la maison « était exactement ce qu'elle devait être, et paraissait ce qu'elle était ». Dans son préjugé de caste, elle éprouve pour elle un grand respect, « car c'était la résidence d’une famille bien née, dont rien n'avait altéré le sang ni le jugement ».
Dans une certaine mesure, la description de Donwell Abbey est une réécriture de celle de Pemberley. Donwell Abbey est un domaine moins complexe et moins idéalisé, moins esthétique que celui de Mr Darcy ; il a ses limites, mais en cela aussi il représente son propriétaire : son honnêteté directe, son intégrité morale, qui sont pour Jane Austen l'essence même de l'« anglicité » (englishness).
Emma est sensible à ce spectacle de plénitude, de confort, de prospérité et ne s'en lasse pas ; mais, à la différence d'Elizabeth Bennet, qui est consciente qu'elle révise son jugement sur Mr Darcy en visitant son domaine, Emma n'a pas conscience que, pour elle, le lieu est identifié avec Mr Knightley. La chaleur de son admiration montre que ce qui l'attire dans Donwell est son aspect reposant et sécurisant. Elle ne désire pas posséder Donwell, elle ne pense pas, comme Elizabeth, qu'« être maîtresse de Donwell, ce n'est pas rien ». D'ailleurs, alors qu'elle précise toujours les revenus des jeunes gens mariables (eligible) dans ses divers romans, Jane Austen n'indique pas la valeur matérielle de Donwell Abbey : lorsqu'elle présente Mr Knightley, dans le premier chapitre, elle ne le caractérise pas par le montant de sa fortune, mais par son âge. Pour Emma, ce paradis pastoral (où elle ne viendra vivre qu'après la mort de son père) est la promesse d'un lieu où elle trouvera permanence et stabilité.

## Sur les écrans
Donwell Abbey  apparaît seulement à partir du moment où l'on cessa de tourner les adaptations exclusivement en studios. Ainsi, dans  Emma, la mini-série télévisée de 1972 pour la BBC, il n'y a que quelques  rares scènes d'extérieur : l'épisode 1 s'ouvre sur une vue d'ensemble de Hartfield et l'on voit parfois les personnages marcher dans des allées indéterminées, mais il n'y a pas de vue extérieure de Donwell Abbey (uniquement des scènes d'intérieur) ; l'épisode du pique-nique à Box Hill est en fait le seul véritablement tourné en extérieur.
En revanche les deux films de 1996 font la part belle aux extérieurs. Dans Emma, l'entremetteuse de Douglas McGrath (sorti en France en 1997), qui est tourné essentiellement dans le Dorset, c'est Crichel House qui représente la demeure de Mr Knightley ; les deux épisodes de la cueillette des fraises à Donwell Abbey et de l'excursion à Box Hill du roman n'en forment qu'un, situé dans le parc de ce domaine. Dans l'Emma de Diarmuid Lawrence produit pour ITV en 1996, ce sont le château (des bâtiments des XVe et XVIe siècles) et les jardins du Château de Sudeley, près de Winchcombe dans le Gloucestershire, qui servent pour les extérieurs et l'intérieur de Donwell Abbey : comme dans le roman, Emma observe avec ravissement les pièces qu'elle traverse lorsqu'elle va rejoindre son père resté calfeutré près d'une cheminée avec des collections de médailles et autres « curiosités » pour l'occuper.
Pour la version de 2009, une mini-série en quatre parties pour BBC One sortie en 2009, le manoir choisi pour représenter Donwell Abbey, Loseley Park (en), construit entre 1562 et 1568 par Sir William Fitzherbert, se trouve dans la région même où Jane Austen a situé la propriété de Mr Knightley.
Dans Emma., le film de 2020, c'est Wilton House qui représente Donwell. Somptueuse demeure, elle aussi construite après la disparition d'une abbaye, celle de Wilton, par le premier comte de Pembrocke, elle est peut-être trop belle, de l'avis même des producteurs, trop pleine de splendeurs, mais tellement irrésistible.

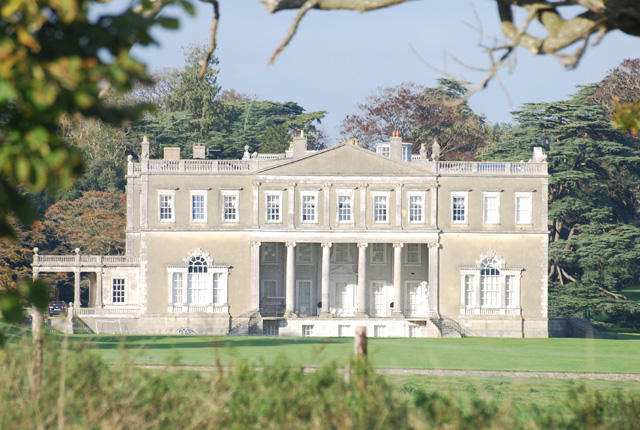
Crichel House, dans Emma, l'entremetteuse
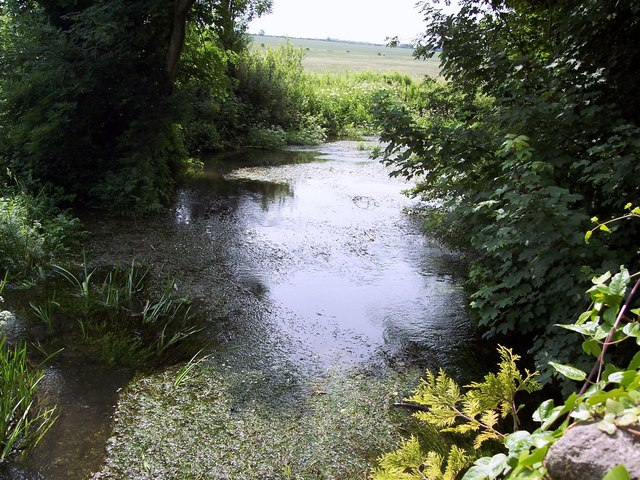
Parc de Crichel House
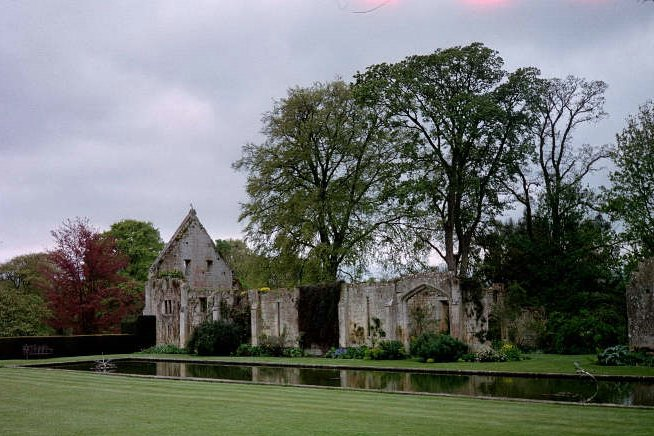
Grange aux dîmes, miroir d'eau et jardins à Sudeley Castle dans Emma (1996)
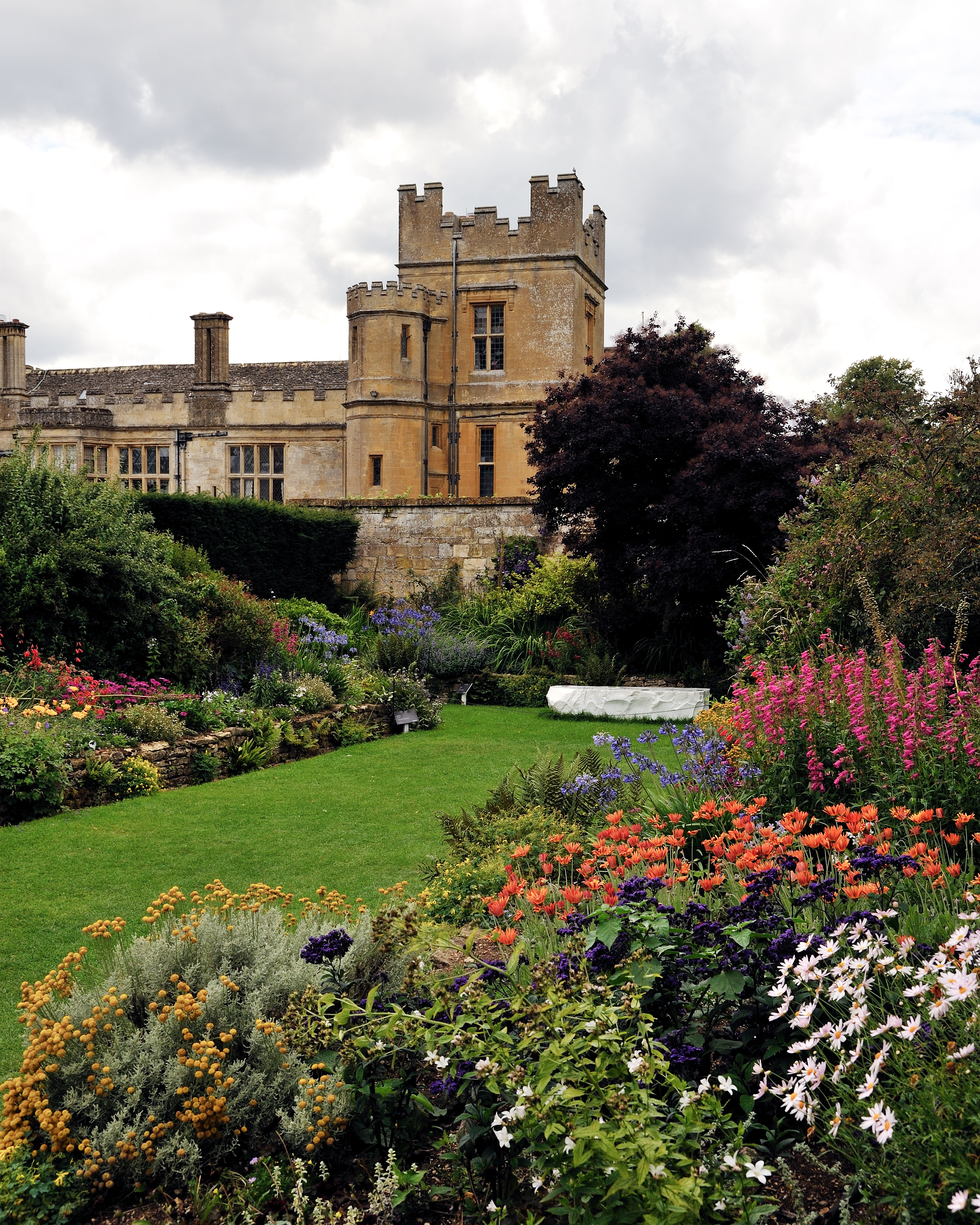
Le « jardin secret » de Sudeley Castle
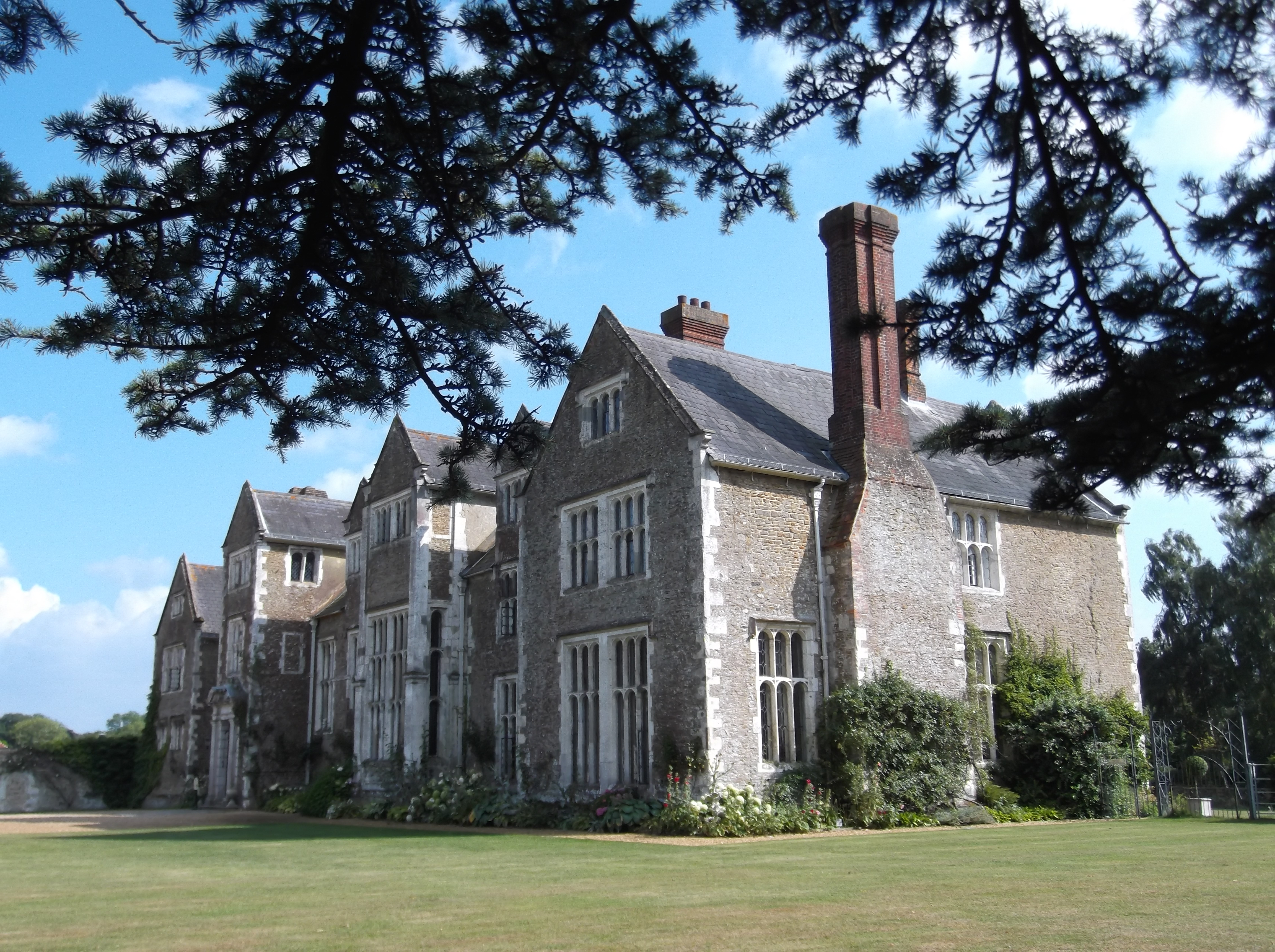
Loseley Park (Surrey) dans Emma (2009)
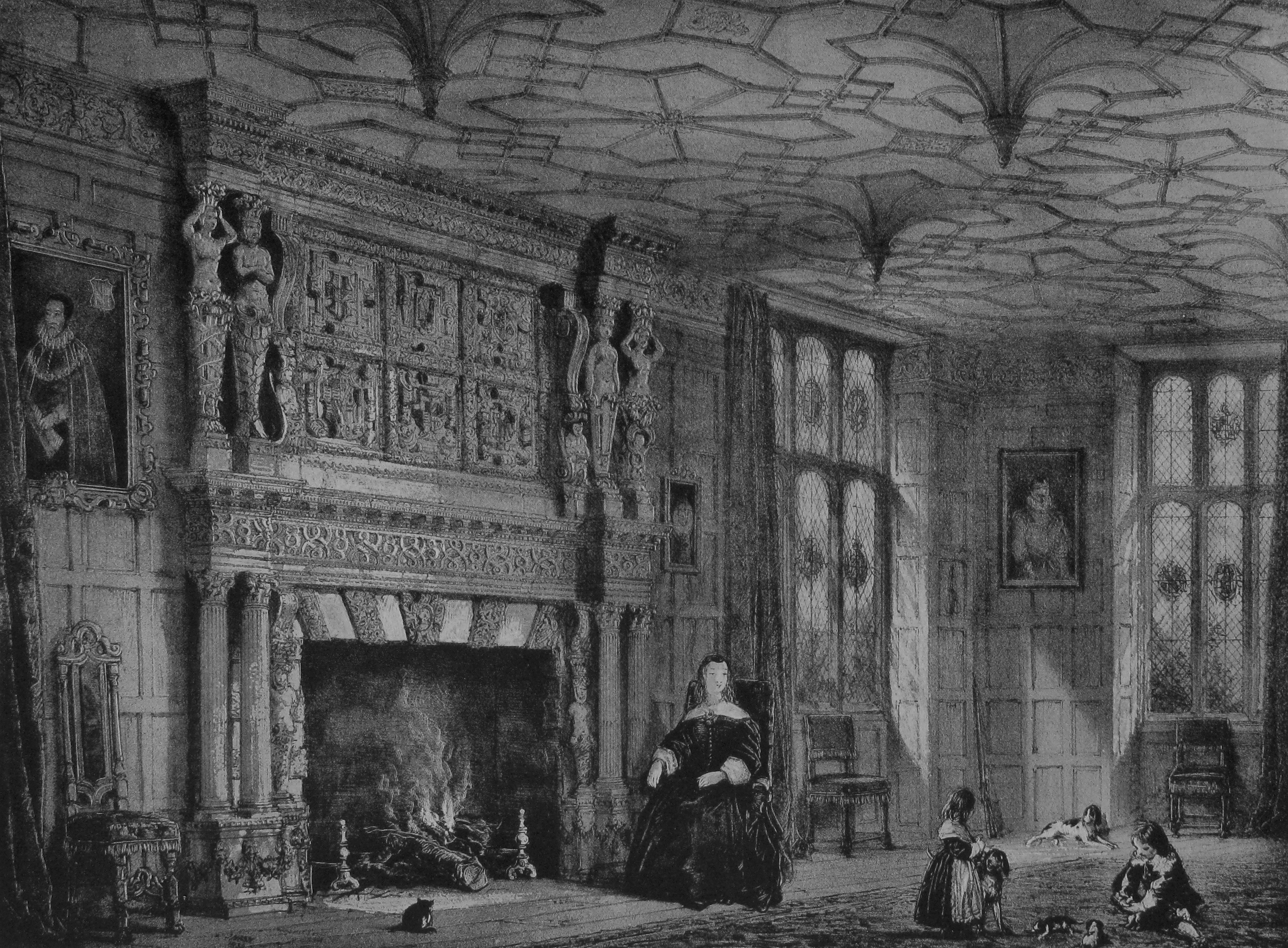
Salon de Loseley House (lithographie de Joseph Nash, 1839)
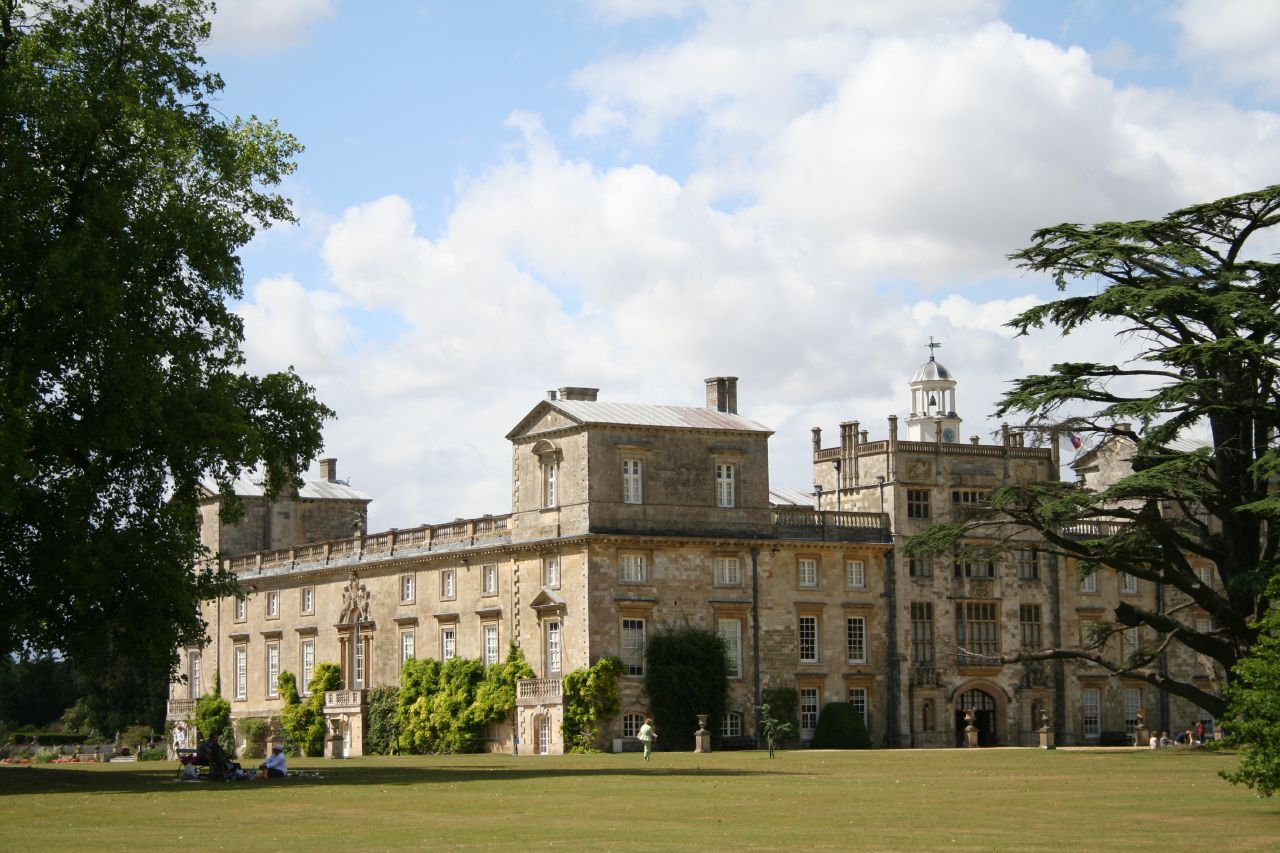
Aile sud et entrée ouest de Wilton House, dans Emma (2020)